# Бранислав Нушић
Бранислав Нушић (рођ. Алкибијад Нуша; Београд, 20. октобар 1864 — Београд, 19. јануар 1938) био је српски књижевник, комедиограф, новинар, зачетник реторике у Србији, дипломата и фотограф аматер.
Најзначајнији део његовог стваралаштва су позоришна дела, од којих су најпознатије комедије: Госпођа министарка, Народни посланик, Сумњиво лице, Ожалошћена породица и Покојник. Осим што је писао за позориште, радио је као драматург или управник у позориштима у Београду, Новом Саду, Скопљу и Сарајеву. У дипломатској служби био је од 1890. до 1900.
Бранислав Нушић је у својим делима овековечио свакодневицу српског друштва у XIX и XX веку, а његове социолошке анализе су актуелне и у XXI веку.

## Биографија

### Детињство и школовање
Бранислав Нушић је рођен 20. октобра (8. октобра по јулијанском календару) 1864. у Београду, недалеко од Саборне цркве (данашња улица Краља Петра I), у кући на чијем је месту данас Народна банка Србије, као Алкибијад Нуша (цинц. Alchiviadi al Nuşa) од оца Ђорђа (Георгијаса) Цинцарина, пореклом из Македоније (околина Преспанског језера), и мајке Љубице Српкиње. Његов отац је био угледни трговац житом, али је убрзо после Нушићевог рођења изгубио богатство. Породица се преселила у Смедерево, где је Нушић провео своје детињство и похађао основну школу и прве две године гимназије. Матурирао је у Београду.
Још као гимназијалац завршног разреда постао је члан Ђачке дружине „Нада”. Његов први књижевни рад представљале су песме, од којих су две објављене у „Надином” алманаху. Своје песме касније је објављивао и у „Голубу” — листу за српску младеж 1879. године. Када је напунио 18 година, законски је променио своје име у Бранислав Нушић. Још као млад постао је члан опозиционе Радикалне странке. Тада је први пут осетио снагу владајућег режима. Године 1883, у 19 години, написао је прву своју комедију Народни посланик која ће бити постављена на сцену тринаест година касније, 1896. године. Овај комад исмева политичку борбу, изборе, народне посланике и владину странку. Иако је добио повољну оцену рецензената, Милована Глишића и Лазе Лазаревића, и стављен на репертоар, управник Краљевског српског народног позоришта Милорад Шапчанин је у последњем тренутку упутио рукопис у министарство полиције с молбом за мишљење, јер треба да буде постављен на државну позорницу. Међутим, тамо ће због „бирократије“ остати годинама. Студије правних наука започео је у Грацу (где је провео годину дана), а затим наставио у Београду, где је и дипломирао на Великој школи 1886. године.
Са дванаест година Нушић бежи од куће, како би се придружио српској војсци у Српско-турском рату, али га градски пандур убрзо враћа кући. Касније је учествовао у кратком двонедељном Српско-бугарском рату 1885. године, као добровољац. Тада је као каплар 15. пука добио у Јагодини један вод добровољаца за обуку. У том воду је био и песник Војислав Илић, са којим Нушић остаје нераздвојан пријатељ све до Илићеве смрти, 1894. године. Бугарска је у овом рату добила уједињење, док је Србија добила ратног јунака, мајора Михаила Катанића, који је током борби на Нешковом вису опкољен очајнички бранио пуковску заставу. Тешко рањен и заробљен пребачен је на лечење у Софију по налогу самог бугарског кнеза Александра I Батенберга, који је посматрао битку. Прва књига коју је Нушић објавио биле су Приповетке једног каплара 1886 године, збирка кратких прича и цртица насталих на основу прича из рата.

#### Затвор
Пошто му је први рукопис био „ухапшен“, како је много година касније навео у својој аутобиографији, тада највероватније добија инспирацију за следећу своју комедију у којој се „позабавио полицијским чиновницима“. Комедију Сумњиво лице написао је 1887/88. године, која ће бити постављена на сцену 35 година касније 29. маја 1923. године. У овом делу исмева полицијски апарат, у коме владају корупција, ксенофобија и каријеризам, чији је главни задатак борба против оних што делују против династије, која се у тексту спомиње неколико пута, и то не на много пажљив и лојалан начин, а током овакве борбе обично страдају недужни.
Године 1887, у Београду су се догодиле две сахране. Прва сахрана је била старије жене и мајке пуковника Драгутина Франасовића, који је био љубимац краља Милана јер је отео револвер након пуцња од Јелене – Илке Марковић током неуспелог атентата у Саборној цркви 1882. године. Овој сахрани су поред родбине присуствовали краљ, високи официри и сви чланови Владе. Друга сахрана на гробљу, неколико дана касније, била је јунака Катанића, који је након пуштања из заробљеништва преминуо од последица рањавања. Овој сахрани присуствовала је цела престоница. Револтиран овим догађајем млади Нушић је написао политичко-сатиричну песму под насловом „Два раба” и поделио је на два дела. У првом делу описује прву сахрану којој су присуствовали „ките и мундири” као „и још неко, али то је тајна” (овде се мисли на краља). У другом делу песме Нушић је стиховао о сахрани храброг јунака. Песма је објављена у „Дневном листу“ и изазвала је велику пажњу код народа. Међутим, публикована песма силно је увредила и разбеснела краља Милана који је наредио да се Нушић ухапси и осуди. Нушић је до тада већ стекао репутацију младог човека „поганог језика и још поганијег пера.... те да ће му Пожаревац добро доћи да се мало расхлади“. Нушић је 1888. године осуђен на две, а помилован је на молбу свог оца, после годину дана проведених у Пожаревцу.
На робији је писао приче доцније окупљене у књигу Листићи и комедију Протекција. У овој комедији Нушић је у сатиричним алузијама далеко обазривији. У Протекцији, такође, исмева бирократију али има знатно блажи став. Министар је ту приказан као добродушан човек који је готов да сваком помогне, чак показује разумевање и широкогрудости према људима који су га оштро нападали у штампи. По изласку из затвора, одлази на пријем код краља Милана, након чега му министар иностраних дела додељује службу у дипломатији. Следећих десет година службује у конзулатима у Османском царству (Битољу, Скопљу, Солуну, Серезу и Приштини). Његов последњи написан комад Протекција биће постављен први пут на сцену Краљевског позоришта уочи поласка на службу у иностранству 1889. године.

### Средње доба
Као званичник Министарства спољних послова, постављен је за писара конзулата у Битољу, у којем се и оженио 1893. године, Даринком, ћерком трговца Божидара Ђорђевића и Љубице чији је брат Димитрије Боди у то време био конзул у Битољу. Исте године је постављен за конзула у Приштини, где му је Војислав Илић писар. Током службовања у Српском конзулату у Приштини био је сведок страдања српског становништва, што је описивао у својим писмима која су постала позната као Писма конзула.
Године 1900, Нушић је постављен за секретара Министарства просвете, а убрзо после тога постао је драматург Народног позоришта у Београду. 1902. је постављен за поштанско-телеграфског комесара прве класе у Поштанско-телеграфском одељењу Министарства грађевина.
Године 1904. постављен је за управника Српског народног позоришта у Новом Саду. Заједно са учитељем Михајлом Сретеновићем основао је прво дечје позориште, у ком су улоге тумачиле искључиво деца, а међу њима и Нушићева. Ово дечје позориште је представе одржавало у кафанама и ресторанима, па се брзо и угасило. 1905. године, напустио је ову функцију и преселио се у Београд, где се бавио новинарством. Осим под својим именом, писао је и под псеудонимом „Бен Акиба“.
Године 1909. био је Политикин дописник у Битољу када је избио сукоб између младотурака и старотурака. Главни извор му је био српски ђенерални консул у Скопљу Живојин Балугџић.
Вратио се 1912. године у Битољ као државни службеник. Био је једно време начелник округа, када се повукао на ту позицију је дошао Душан Ђ. Алимпић. Током 1913. године основао је позориште у Скопљу, где је живео до 1915. Напустио је земљу са војском током Првог светског рата и боравио у Италији, Швајцарској и Француској до краја рата. Војвода Симо Поповић наводи податак да је Нушић хтео бити у Улцињу за време рата, и да је хвалио краља Николу како је успео сачувати Црну Гору од рата и Аустрије.
Током Првог светског рата део рукописа је оставио у Приштини, јер није могао да их носи пешке даље према Призрену. Ти рукописи су сачувани. Део рукописа који су били у Скопљу је изгорео.

### Старије доба
После рата, Нушић је постављен за првог управника „Уметничког одсека“ министарства за просвету. На овој позицији је остао до 1923. године. После тога је постао управник Народног позоришта у Сарајеву, да би се 1927. године вратио у Београд. Био је изабран за председника Удружења југословенских драмских аутора.
Са Владимиром Петковићем био је у комисији за избор најлепше жене Краљевине Југославије.
Његов 60. рођендан је свечано прослављен 6. новембра 1924. у Београду. Изабран је за редовног члана Српске краљевске академије 10. фебруара 1933.
Бранислав Нушић је био плодан писац, познат по свом упечатљивом хумору. Писао је о људима и њиховој, често духовитој, природи. Пред крај живота Нушић је допринео да се у Београду оснује Родино позориште (дебитовало четири дана након његове смрти), претечу данашњег позоришта Бошко Буха које је 1950. године основала његова ћерка Маргита Предић-Нушић.
Већ у децембру 1936. је извештавано да је тешко оболео, оперисан је у јесен 1937. године, о чему су известиле тадашње новине.
Преминуо је 19. јануара 1938, а тог дана фасада зграде београдског Народног позоришта била је увијена у црно платно. На његовом столу у рукопису је остала недовршена комедија "Власт", са започетим трећим од планирана четири чина - први чин је приказан поводом прве годишњице његове смрти.
О његовом бурном животу снимљена је телевизијска драма Неозбиљни Бранислав Нушић 1986. године.
Ствари су још за његовог живота називане именом "Бранислав Нушић": кафана и школа у Београду, улице у Београду, Битољу, Смедереву и Крагујевцу, неколико дилетантских дружина и, на његово чуђење, певачких друштава.

## Приватни живот
Током службовања у Битољу Нушић је упознао Даринку Ђорђевић, којом се оженио 1893. године. Прва изјава љубави упућена Даринки била је песма исписана на лепези. Као дипломата често је са породицом мењао место становања, што је служба захтевала од њега. Када је постао познат писац коначно се скрасио као драматург и управник Народног позоришта у Београду.
У браку су добили троје деце: Маргиту, Страхињу Бана и Оливеру. Најмлађе дете, ћерка Оливера, умрла је са само две године. Нушић је био привржен својој деци, о чему сведоче и речи његове ћерке Маргите: „Ни Бана ни мене никада није ударио. Водио нас је у сликарска атељеа и у позориште. Тамо нас је учио да гледамо слике и да пажљиво посматрамо шта се дешава на позоришним даскама.” Маргита и Страхиња су као деца често играли дечје улоге у очевим позоришним комадима.
Страхиња Бан (1896—1915), Нушићев једини син, погинуо као српски војник у Првом светском рату. Умро је 12. октобра 1915, од рана задобијених у бици, убрзо по повратку на фронт после присуства на Маргитиној свадби у Скопљу. О сину је Нушић касније ретко причао. Романом Деветстопетнаеста подигао му је својеврстан споменик. После синовљеве смрти требало му је скоро десет година да поново почне да ствара. Тада су настали његови најбољи позоришни комади: Госпођа министарка, Мистер долар, Ожалошћена породица, Др, Покојник и други. У то време је био најпопуларнији југословенски писац.

## Кућа Бранислава Нушића
Кућа Бранислава Нушића, коју је саградио пред крај свог живота (1937) године у Шекспировој улици бр. 1 у Београду, проглашена је за културно добро (као споменик културе), решењем Завода за заштиту споменика културе града Београда бр. 1046/2 од 28. децембра 1967.

## Одликовања
- Орден Светог Саве, I степена (Краљевина СХС)[33][34]
- Орден књаза Данила I, IV степена (Краљевина Црна Гора)[33]
- Орден Светог Саве, IV степена (Краљевина Србија)[33]
- Орден белог орла, V степена (Краљевина СХС)[33]

## У популарној култури
Нушићева дела су од 1950. до данас адаптирана у педесетак биоскопских и телевизијских филмова.
- Народни посланик, играни филм заснован на комедији из 1883. године Бранислава Нушића у режији Столета Јанковића снимљен је 1964. године у продукцији Босна филма.[35]
- Народни посланик (римејк), телевизијски филм према мотивима истоимене комедије у режији Славенка Салетовића снимљен је 1990. године у продукцији РТБ-a.[36][37]
- Сумњиво лице, играни филм заснован на комедији из 1887. године Бранислава Нушића у режији Соје Јовановић, прве жене редитеља у Југославији и Балкану, снимљен је 1954. године у продукцији Авала филма.[38]
- Сумњиво лице (римејк), телевизијски филм према мотивима истоимене комедије у режији Арсе Милошевића снимљен је 1989. године у продукцији РТБ-a.[39][40]
- Госпођа министарка, играни филм заснован на комедији из 1929. године Бранислава Нушића у режији Жоржа Скригина снимљен је 1958. године у продукцији УФУС-а.[41][42]
- Светислав Савић (1892-1958) и Р. Николићева (дете) у комаду: "Пут око света" Бранислава Нушића, Српско народно позориште, гостовање у Вршцу, 1927. Фотографија је музејска грађа Позоришног музеја Војводине.Госпођа министарка (римејк), телевизијски филм према мотивима истоимене комедије у режији Здравка Шотре снимљен је 1989. године у продукцији РТБ-a.[43][44]

- Ожалошћена породица, телевизијски филм према мотивима комедије из 1935. године Бранислава Нушића снимљен је 1960. у продукцији РТБ-a (две године раније иста ТВ кућа отпочела је са емитовањем ТВ програма).[45]
- Ожалошћена породица (римејк), телевизијски филм према мотивима истоимене комедије у режији Милана Караџића снимљен је 1990. године у продукцији РТБ-a.[46]
- Др, играни филм заснован на истоименој комедији Бранислава Нушића у режији Соје Јовановић снимљен је 1962. године у продукцији Авала филма.[47]
- Др (римејк), телевизијски филм према мотивима истоимене Нушићевој комедије у режији Александра Ђорђевића снимљен је 1984. године у продукцији РТБ-a.[48]
- Пут око света, играни филм заснован на истоименој комедији Бранислава Нушића из 1931. године у режији Соје Јовановић снимљен је 1964. године у продукцији Авала филма.[49]
- Пре рата, играни филм заснован на две Нушићеве комедије, „Покојник“ и „Ожалошћена породица“, у режији Вука Бабића снимљен је 1966. године у продукцији Авала филма.[50]
- Нушићијада, фестивал филмске комедије у Ивањици постојао је од 1968. до 1972. године, а поново је обновљена 2010. године као колаж различитих уметничких форми.[51][52]
- Нушићеви дани, позоришни фестивал основан је 1984. године у Смедереву у част Бранислава Нушића, а од 1990. године на овом фестивалу додељује се Награда Бранислав Нушић.
- Покојник, телевизијски филм према мотивима истоимене Нушићеве комедије у режији Александра Мандића снимљен је 1990. године у продукцији РТБ-a.[53][54]
- У ТВ минисерији Крај династије Обреновић из 1995. године, лик Бранислава Нушића глумио је Миленко Павлов.[55]
- Положајник, телевизијски филм заснован према причама Бранислава Нушића сценарио је написала Мирјана Лазић снимљен је 2005. године у режији Милоша Радовића, у продукцији РТС-а.[56]
- У телевизијском филму Албатрос из 2011. године, лик Бранислава Нушића глумио је Милан Вранешевић.[57][58]
- Мистер Долар (филм) и римејк Мистер Долар (филм)
- Свет (филм)
- Љубавни случај сестре једног министра (филм)
- Власт (филм)
- Туце свилених чарапа (филм)
- Општинско дете (филм из 1953)
- Ујеж - ТВ филм из 1974, према комаду приказаном 1935.[59]
- Звездара театар је продуцирао ниско-буџетску водвиљу ”Рођендан господина Нушића” у којој главну улогу тумачи Бранислав Лечић.
- Представа „Пут великана” бави се последњим даном Нушићевог живота.[60]

## Књижевна дела

### Комедије
- Народни посланик (1883)
- Сумњиво лице (1887)
- Протекција (1889)
- Обичан човек (1899)
- Свет (1906)
- Пут око света (1910)
- Светски рат
- Госпођа министарка (1929)
- Мистер Долар (1932)
- УЈЕЖ - Удружење југословенских еманципованих жена (1933)
- Ожалошћена породица (1934)[61]
- Свиња (1935)[62]
- Др (1936)[63]
- Покојник (1937)[64]
- Не очајавајте никад!
- Власт (недовршена[65])
- Пут око света - наставак (недовршен[66])
- Прва љубав

### Романи
- Општинско дете (1902)
- Хајдуци (свој доживљај из детињства) (1933)  18077703
- Деветсто петнаеста (1920)[67]

### Аутобиографска проза
- Аутобиографија (1924)

### Драме
- Пучина (1901)
- Тако је морало бити
- Јесења киша (1907)
- Иза Божјих леђа (1910)
- Кирија
- Аналфабета

### Приповетке
- Политички противник
- Посмртно слово
- Класа
- Приповетке једног каплара

### Трагедије
- Кнез Иво од Семберије
- Хаџи-Лоја
- Наход (1923[69])

### Расправе и уџбеници
- Реторика

### Путописи
- Косово, Опис земље и народа

## Остале уметности

### Допринос српској фотографији
Бавио се фотографијом и пре конзуловања у Приштини (јун 1893). Један је од најранијих српских стереофотографа. Оставио је траг и као писац о српској фотографској историји (први је забележио деловање путујућих дагеротиписта Капилерија и Дајча), и неким тада новим техникама (нпр. о рентгенској фотографији). Својим фотографским радовима илустровао је своје три путописне књиге. Учесник је Прве изложбе фотоаматера у Београду, 1901. Објавио је у листу „Политика“ и једну приповетку на фотографске теме коју је посветио свом куму, дворском фотографу Милану Јовановићу. Нушићева фотографска дела се чувају у његовом легату у Музеју града Београда.

### Опере
- На уранку, 1903.  512765114
- Кнез Иво од Семберије, 1911.

### Стрипови
Још за Нушићевог живота, његова дела су стрипована у најтиражнијим међуратним листовима, а аутори су били најпознатији уметници тог доба.
- Пут око света, сценаристичка адаптација Бранко Видић, цртеж Ђука Јанковић, Мика Миш, Београд 1937.
- Хајдуци, адаптација и цртеж Алексије Ранхнер, Мика Миш, 1938.
- Општинско дете, адаптација и цртеж Момчило Мома Марковић, Ошишани јеж, Београд.

### О фотографском раду
- Бранибор Дебељковић, Стара српска фотографија, Београд, (1977). стр. 38;
- Миле Станић, „Три Нушићева писма из Приштине“, Гласник Баштина, свеска 3, Приштина: Институт за проучавање културе Срба, (1992). стр. 101–105.
- Горан Малић, „Нушић, оком и срцем“, Политика, 28. 3. (1998). стр. 25.
- Горан Малић, Летопис српске фотографије 1839-2008. Београд : Фотограм, 2009.

### О стрипским адаптацијама
- Здравко Зупан и Славко Драгинчић, Историја југословенског стрипа I, Форум Маркетпринт, Нови Сад, 1986. Е-издање: Пројекат Растко
- Здравко Зупан, Век стрипа у Србији, Културни центар — Галерија савремене уметности, Панчево, 2007.